# Back in the Day (film, 2005)
Pour les articles homonymes, voir Back in the Day.
Pour plus de détails, voir Fiche technique et Distribution.
Back in the Day est un thriller américain sur fond de rap, sorti en 2005, réalisé par James Hunter, avec Ja rule, Tatyana Ali et Ving Rhames.

## Synopsis
Dans un quartier où règne la loi de la rue, le père de Reggie Cooper a fait un choix : rompre avec les fréquentations qui attirent et génèrent la violence. Mais il est assassiné. Reggie est entrainé dans l'escalade de la violence par celui qui se présente comme un vieil ami, J-Bone. Ce dernier lui offre même sans que rien lui soit demandé la vengeance de la mort de son père. Reggie doit maintenant faire ses preuves. Il est mis en situation. Il doit assassiner un pasteur, celui-là même qui a officié le jour de l'enterrement de son père.
Armé et reconnu, Reggie appuie sur la détente. Les remords le tenaillent. En perdition, il va au temple. La fille du pasteur est là. Les deux jeunes gens se fréquentent, puis deviennent amoureux. La confusion est au rendez-vous. J-Bone craint de plus en plus les comportements de Reggie. D'ailleurs, Reggie se fait arrêter un soir quand il intervient pour aider une jeune femme agressée dans un parking. Son arme est aux mains de la police. L'implication de l'arme dans le meurtre du pasteur semble établie. Mais l'arme appartient à qui ? A Reggie ou à l'agresseur de la jeune femme ? La disparition de Reggie inquiète J-Bone. Tout se précipite. Finalement, la police découvre que l'assassin du prêtre est J-Bone. Ce dernier cherche à provoquer Reggie pour qu'il appuie sur la détente. Il lui raconte comment il a tué son père et comment il a tué le prêtre. Hé non, ce n'est pas Reggie le meurtrier, c'est bien J-Bone qui vient de perdre son amie dans un affrontement avec la police et c'est celle-ci qui va éliminer le méchant truand de la surface de la planète. La dernière scène montre la police emmener Reggie, non en prison, mais jusque chez le pasteur où Alicia attend toute pardonnante celui qu'elle aime.

## Fiche technique
- Titre original : Back in the Day
- Réalisation : James Hunter
- Scénario : James Hunter et Michael Raffanello
- Musique : Robert Folk
- Pays d'origine :  États-Unis
- Langue originale : anglais
- Genre : drame
- Durée : 103 minutes

## Distribution
- Ja Rule (VF : Frantz Confiac) : Reggie Cooper
- Ving Rhames (VF : Jean-Paul Pitolin) : Joseph « J-Bone » Brown
- Tatyana Ali (VF : Géraldine Asselin) : Alicia Packer
- Giancarlo Esposito (VF : Lucien Jean-Baptiste) : Benson Cooper
- Joe Morton (VF : Sidney Kotto) : le révérend James Packer
- Pam Grier (VF : Maïk Darah) : Mme Cooper
- Frank Langella : le lieutenant Bill Hudson
- Lahmard J. Tate (VF : Diouc Koma) : Jamal
- Tia Carrere : Loot
- Al Sapienza : inspecteur Kline
- Davetta Sherwood : Tosha Cooper
- Badja Djola (VF : Jean-Michel Martial) : Grant Brown
- Stephen Kough : Vincent Cooper
- Debbi Morgan : Mme Packer
- Peter A. Marshall : inspecteur Oren
- Rafael Alvarez : inspecteur Spray
- Julio 'Joel' Lopez : Ricky
- Paul Benjamin : Cody
- Rodolfo Rodriguez : Mugger
- Peter Somech : Philip, le vendeur
- Erika Michels (VF : Maïk Darah) : Maria Patillo, la journaliste
- Norman Grant : le docteur
- Jamie Harper : la fille de Jamal
- Jan Rene Benvenutti : le premier officier

 Source et légende : version française (VF) sur RS Doublage et selon le carton du doublage français.